# Samuel Hood (1. wicehrabia Hood)
Samuel Hood (ur. 12 grudnia 1724, zm. 27 stycznia 1816) – brytyjski admirał, uczestnik wojny o niepodległość Stanów Zjednoczonych i wojen z rewolucyjną Francją, członek Parlamentu, od 1796 roku par brytyjski jako wicehrabia Hood.

## Życiorys
Samuel Hood wstąpił do Royal Navy w 1741 roku. Służył między innymi na 50-działowym liniowcu „Romney”, fregatach „Garland” i „Sheerness”, by w 1754 roku objąć dowództwo 14-działowego slupa „Jamaica” w składzie North American Station. Awansowany dwa lata później do stopnia komandora (Captain), powrócił do Wielkiej Brytanii jako dowódca 70-działowego okrętu liniowego „Grafton”.
Podczas wojny siedmioletniej wziął udział w blokadzie francuskiego wybrzeża. W 1759 roku, dowodząc 32-działową fregatą „Vestal” zdobył po walce francuską „La Bellone”. W tym samym roku służył pod Rodneyem w rajdzie na Hawr, w latach 1760–1763 operował na Morzu Śródziemnym. Następnie objął dowództwo liniowca „Thunderer”, z którym został w 1765 roku wysłany do Ameryki. Dwa lata później objął dowództwo nad North American Station.
Po powrocie do Wielkiej Brytanii w 1770 roku, został skierowany do służby na lądzie, w Portsmouth. W 1778 roku objął komendanturę tamtejszej stoczni marynarki oraz funkcję gubernatora Royal Naval Academy. W tym samym roku został kreowany baronetem. W 1780 roku, awansowany na stopień kontradmirała (Rear-Admiral), powrócił na morze, skierowany dla wzmocnienia sił admirała Rodneya w Indiach Zachodnich, gdzie pozostał do zakończenia wojny o niepodległość Stanów Zjednoczonych. Brał udział w walkach z Francuzami, między innymi blokadzie Martyniki. Wysłany na północ połączył się z siłami admirała Thomasa Gravesa, 5 września 1781 roku dowodził brytyjską ariergardą w przegranej bitwie w Zatoce Chesapeake z francuską flotą dowodzoną przez admirała de Grasse. Powrócił do Indii Zachodnich, gdzie odzyskał z rąk Francuzów wyspy Saint Kitts oraz Nevis, po czym dołączył do Rodneya w bitwie koło Dominiki 12 kwietnia 1782 roku. Załoga jego flagowego liniowca „Barfleur” zmusiła w niej do poddania francuski 110-działowy „Ville de Paris”.
W tym samym roku Hood został kreowany baronem, dwa lata później powrócił do Wielkiej Brytanii jako członek Parlamentu, którym był do 1796 roku. W 1787 roku został wiceadmirałem (Vice-Admiral) i komendantem bazy floty w Portsmouth. Rok później został lordem Admiralicji, w 1793 roku głównodowodzącym Floty Śródziemnomorskiej. Na tym stanowisku wziął udział w wojnach przeciwko rewolucyjnej Francji, w tym okupacji Tulonu i walkach na Korsyce. W 1796 roku, już jako pełny admirał (Admiral), został kreowany parem jako wicehrabia Hood (Viscount Hood of Whitley, Warwickshire) i mianowany gubernatorem Royal Naval Hospital w Greenwich. Pełnił tę funkcję aż do śmierci w 1816 roku.
Od jego nazwiska zostały nazwane: Mount Hood, najwyższy szczyt w Oregonie (3429 m n.p.m.) oraz trzy okręty Royal Navy, w tym krążownik liniowy zatopiony w 1941 roku przez niemiecki pancernik „Bismarck”.